# نیمسهوشاید
نیمسهوشاید (به آلمانی: Nimshuscheid) یک شهر در آلمان است که در بیتبورگ-پروم واقع شده‌است.